# Skitiga jobb
Skitiga jobb är den svenska titeln på den amerikanska versionen av tv-programmet Dirty Jobs med Mike Rowe som programledare.
I den europeiska versionen är Peter Schmeichel programledare. Under 2007 producerades även en version i Australien på Nine Network. I programmet praktiserar Mike Rowe en dag på en arbetsplats, där han utför ovanliga arbeten, de flesta arbeten innehåller även inslag som är skitiga.